# حوزه انتخابیه اول کلرادو
حوزه انتخابیه اول کلرادو یک حوزه انتخابیه مجلس نمایندگان آمریکا است که در ایالت کلرادو قرار دارد.